# Olympische Sommerspiele 2020/Teilnehmer (Gambia)
| Gelbes Symbol für Goldmedaillen mit stilisierten Olympischen Ringen | Graues Symbol für Silbermedaillen mit stilisierten Olympischen Ringen | Braundes Symbol für Bronzemedaillen mit stilisierten Olympischen Ringen |
| ------------------------------------------------------------------- | --------------------------------------------------------------------- | ----------------------------------------------------------------------- |
| —                                                                   | —                                                                     | —                                                                       |

Gambia nahm an den Olympischen Spielen 2020 in Tokio mit vier Sportlern in drei Sportarten teil. Es war die insgesamt zehnte Teilnahme an Olympischen Sommerspielen.

## Teilnehmer nach Sportarten

### Judo
| Athleten  | Wettbewerb | 1. Runde | 1. Runde | 2. Runde       | 2. Runde | Achtelfinale  | Achtelfinale  | Viertelfinale | Viertelfinale | Halbfinale / Trostrunde | Halbfinale / Trostrunde | Finale / Platz 3 | Finale / Platz 3 | Rang |
| Athleten  | Wettbewerb | Gegner   | Ergebnis | Gegner         | Ergebnis | Gegner        | Ergebnis      | Gegner        | Ergebnis      | Gegner                  | Ergebnis                | Gegner           | Ergebnis         | Rang |
| --------- | ---------- | -------- | -------- | -------------- | -------- | ------------- | ------------- | ------------- | ------------- | ----------------------- | ----------------------- | ---------------- | ---------------- | ---- |
| Männer    |            |          |          |                |          |               |               |               |               |                         |                         |                  |                  |      |
| Faye Njie | bis 73 kg  | Freilos  | Freilos  | S. Mahmadbekow | 0:10     | ausgeschieden | ausgeschieden | ausgeschieden | ausgeschieden | ausgeschieden           | ausgeschieden           | ausgeschieden    | ausgeschieden    | 17   |

### Leichtathletik
Laufen und Gehen
| Athleten      | Wettbewerb | Runde 1 | Runde 1 | Halbfinale    | Halbfinale    | Finale        | Finale        | Rang          |
| Athleten      | Wettbewerb | Zeit    | Rang    | Zeit          | Rang          | Zeit          | Rang          | Rang          |
| ------------- | ---------- | ------- | ------- | ------------- | ------------- | ------------- | ------------- | ------------- |
| Frauen        |            |         |         |               |               |               |               |               |
| Gina Bass     | 100 m      | 11,12 s | 4       | 11,16 s       | 6             | ausgeschieden | ausgeschieden | ausgeschieden |
| Gina Bass     | 200 m      | 22,74 s | 2       | 22,67 s       | 4             | ausgeschieden | ausgeschieden | ausgeschieden |
| Männer        |            |         |         |               |               |               |               |               |
| Ebrima Camara | 100 m      | 10,33 s | 6       | ausgeschieden | ausgeschieden | ausgeschieden | ausgeschieden | ausgeschieden |

### Schwimmen
| Athleten     | Wettbewerb    | Vorlauf | Vorlauf | Halbfinale    | Halbfinale    | Finale        | Finale        | Rang |
| Athleten     | Wettbewerb    | Zeit    | Rang    | Zeit          | Rang          | Zeit          | Rang          | Rang |
| ------------ | ------------- | ------- | ------- | ------------- | ------------- | ------------- | ------------- | ---- |
| Männer       |               |         |         |               |               |               |               |      |
| Ebrima Buaro | 50 m Freistil | 27,44 s | 66      | ausgeschieden | ausgeschieden | ausgeschieden | ausgeschieden | 66   |

### Weitere Teilnehmer
Der gebürtige Gambier Ahmed Tijan hatte die Staatsbürgerschaft von Katar angenommen, startete 2021 bei den Olympischen Spielen 2020 für Katar im Beachvolleyball zusammen mit dem gebürtigen Senegalesen Cherif Younousse und gewann die Bronze-Medaille.